# Крупицкий, Евгений Михайлович
Евге́ний Миха́йлович Крупи́цкий (род. 1959, Ленинград) — профессор кафедры наркологии Санкт-Петербургской медицинской академии последипломного образования, доктор медицинских наук, врач психиатр-нарколог высшей квалификационной категории, главный нарколог Ленинградской области, руководитель лаборатории клинической фармакологии аддиктивных состояний в институте фармакологии им. А. В. Вальдмана Санкт-Петербургского государственного медицинского университета им. И. П. Павлова, руководитель отдела наркологии Санкт-Петербургского научно-исследовательского психоневрологического института им. В. М. Бехтерева. Член ряда международных научных обществ (Американского наркологического общества, Коллегии по проблемам наркотической зависимости, Американского общества изучения алкоголизма, Международного общества наркологии, Европейской коллегии изучения сознания и др.), член правления Российского общества психиатров. Руководитель нескольких российско-американских научно-исследовательских проектов в области наркологии, финансируемых по программам грантов Национальным институтом по вопросам злоупотребления наркотиками и Национальным институтом алкоголизма и злоупотребления алкоголем (США).

## Биография
Евгений Крупицкий родился в 1959 году в Ленинграде в семье служащих. В 1977 году поступил на лечебный факультет Ленинградского санитарно-гигиенического медицинского института (в настоящее время Санкт-Петербургская медицинская академия им. Мечникова). По окончании института в 1983 году прошёл интернатуру по психиатрии-наркологии на базе Ленинградского областного наркологического диспансера, в котором остался работать сначала в качестве врача-нарколога, а затем — заведующего отделением клинико-психологической диагностики и коррекции. С начала работы в Ленинградском областном наркологическом диспансере принимал активное участие в проводившихся на базе диспансера научных исследованиях, по результатам которых защитил в 1988 году кандидатскую диссертацию, а в 1998 году — докторскую.
В 1994 году стал главным специалистом по наркологии комитета по здравоохранению правительства Ленинградской области. С 1999 года преподаёт в качестве профессора на кафедре наркологии Санкт-Петербургской медицинской академии последипломного образования. С 2000 года является руководителем отдела клинической наркологии Санкт-Петербургского регионального научно-исследовательского центра наркологии и психофармакологии при Санкт-Петербургском государственном медицинском университете им. И. П. Павлова, в 2002 году возглавил лабораторию клинической фармакологии аддиктивных состояний в Институте фармакологии им. А. В. Вальдмана при кафедре фармакологии. В 1996—1997 годах выполнял научные исследования на факультете психиатрии Йельского университета (США) в качестве приглашённого исследователя.

## Научная деятельность
Научные интересы Евгения Крупицкого — разработка и внедрение новых лекарственных средств терапии аддиктивной патологии, испытание новых лекарственных средств в наркологии на принципах доказательной медицины, изучение патогенеза зависимостей от психоактивных веществ, изучение методов стабилизации ремиссий при алкогольной зависимости. Он регулярно выступает с докладами на российских и международных научных конференциях в России и за рубежом. Под его руководством было организовано несколько международных научных конференций по наркологии в Санкт-Петербурге.
Евгений Крупицкий считает, что клиническое применение психоделических средств в 60-е — начале 70-х годов XX века выявило их значительный терапевтический потенциал в качестве инструмента для психоделической психотерапии разнообразных психических расстройств. Психоделическая психотерапия способствует катартическому процессу, устойчивым позитивным психологическим изменениям, личностному росту и самопознанию, изменению взглядов на собственное «Я» и окружающий мир, жизнь и смерть, расширению духовного горизонта и повышению творческой активности, гармонизации взаимоотношений человека с окружающим миром и другими людьми. Тем самым психотерапия становится не только процессом разрешения определённых психологических проблем личности, но и особым этапом духовной преобразовательной работы. В исследованиях Крупицкого, начатых в 1984—1985 годах, в качестве средства для психоделической психотерапии использовался кетамин, разрешённый для медицинского применения в анестезиологии в качестве средства для наркоза. Для психоделической психотерапии он использовал небольшие (субанестетические) дозы кетамина, при этом психоделическое действие кетамина потенцировалось введением бемегрида и этимизола.
В результате исследований влияния кетаминовой психоделической терапии (КПТ) на уровень духовного развития больных алкоголизмом он доказал, что сильные и глубокие переживания трансперсонального, нередко религиозно-мистического характера во время кетаминовой психоделической сессии способствуют повышению уровня духовного развития пациентов (слово «духовный» здесь несёт только смысловое содержание американского термина spirituality, широко используемого в зарубежной литературе по наркологии). Для оценки изменений в уровне духовного развития он использовал разработанную под его руководством специальную шкалу оценки изменений уровня духовного развития, основанную на комбинации самооценочной шкалы духовности, предложенной Ч. Витфилдом для оценки изменений в духовной сфере в процессе терапии в Обществе анонимных алкоголиков, и «Опросника изменений жизненных ценностей», разработанного К. Рингом для оценки изменений в системе ценностей и смыслов жизни у пациентов, переживших клиническую смерть. С помощью этой шкалы были обследованы три группы людей: 1) 25 больных алкоголизмом после КПТ (средний возраст 37,8 ± 1,3 года); 2) 21 больной алкоголизмом после курса аутогенной тренировки (средний возраст 40,9 ± 1,7 года); 3) 35 здоровых добровольцев после 4-месячного курса обучения медитации (средний возраст 37,9 ± 1,6 года). Это исследование показало, что в результате кетаминовой психоделической терапии происходит значительный рост уровня духовного развития больных алкоголизмом, который сравним с изменениями в духовном развитии, происходящими у здоровых добровольцев после специального курса обучения медитации, и намного превосходит те крайне незначительные изменения в духовном развитии, которые имеют место у больных алкоголизмом после курса аутотренинга.
Результаты исследования влияния кетаминовой психоделической терапии на духовную сферу больных алкоголизмом свидетельствуют, что КПТ, как правило, вызывает определённые позитивные изменения в системе жизненных целей и ценностей, в отношении к различным аспектам жизни и смерти, в мировоззрении пациентов, причём характер этих изменений весьма благоприятствует трезвому образу жизни, хотя впечатляющий спектр психологических эффектов КПТ не является уникальным и может быть достигнут путём использования психотерапевтами других психоделических средств. Отличительной особенностью психоделического действия кетамина является то, что он, даже в небольших дозах, быстро выводит пациента на глубинные трансперсональные уровни психического, ассоциированные с исчезновением чувства «Я» и глубокими переживаниями мистико-религиозного характера. Крупицкий указал, что именно этой особенностью вызванного кетамином психоделического опыта и обусловлено возрастание уровня духовного развития, а также определённая трансформация системы жизненных смыслов и ценностей, продемонстрированная в его исследованиях.
Под руководством Евгения Крупицкого также была исследована эффективность использования КПТ при лечении героиновой зависимости.
Из-за ужесточения российского законодательства в отношении кетамина в начале XXI века программа исследований КПТ была свёрнута, однако Крупицкий со своими коллегами рассчитывает на получение разрешения продолжить исследования данного метода лечения алкоголизма и наркомании.
Евгений Крупицкий уделяет большое внимание разработке научной методологии в психиатрии и наркологии. Он указывает на широкое распространение в данных областях лженаучных методов, названных им сциентистки декорированным (то есть наукообразно оформленным) шаманством (СДШ). Он считает, что для позитивного реформирования современной российской наркологии и преодоления разрыва между российской и мировой наркологической наукой и практикой необходимо решить следующие задачи:
1. преодоление наукообразно декорированного шаманства в наркологической практике;
2. создание научно обоснованных стандартов оказания наркологической помощи;
3. объективное научное доказательное исследование эффективности методов лечения и медико-социальной реабилитации;
4. значительное уменьшение количества публикаций, не соответствующих критериям доказательности и научности, в российских научных наркологических журналах.

При этом он избегает догматизма и узости мышления, что выражается в использовании им обширного спектра парадигматических оснований психотерапии, распространённых в мировой медицинской практике, в том числе трансперсональной, психодинамической и бихевиоральной парадигм. Широко используя в своей научной деятельности методы трансперсональной психологии, Крупицкий не следует буквальным толкованиям некоторых теоретических построений трансперсональных психологов, которые он считает ненаучными. Евгений Крупицкий является сотрудником кафедры трансперсональной психологии в НОУ ВПО «Институт Психоанализа».
Евгений Крупицкий — автор более чем двухсот научных работ, опубликованных в России и за рубежом, включая две монографии по лечению алкоголизма и три авторских свидетельства на новые методы лечения.

## Награды
- Специальная премия Европейской коллегии нейропсихофармакологии (1997)
- Международная Хеффтеровская премия в области психофармакологии (2000)
- Медаль Н. П. Кравкова АМН России за работы в области психофармакологии зависимости (2004)
- Премия Правительства Российской Федерации за исследования транскраниальной электростимуляции (2005)
- За лидерство в международных исследованиях, премия Национального института по вопросам злоупотребления наркотиками, США (2010) (Excellence in International Leadership, 2010, National Institute Drug Abuse — NIDA)